# Zemljarič
Zemljarič je priimek več znanih Slovencev:
- Janez Zemljarič (1928—2022), politični funkcionar, pravnik
- Jana Zemljarič Miklavčič (1966—2010), jezikoslovka